# Sileby
Sileby est une paroisse civile et un village du Leicestershire, en Angleterre.